# Hymenoclea (bướm đêm)
Hymenoclea là một chi bướm đêm thuộc họ Sesiidae.

## Các loài
- Hymenoclea palmii (Beutenmüller, 1902)